# Raivo Aeg
Raivo Aeg (ur. 4 lipca 1962 w Kuressaare) – estoński policjant i polityk, w latach 2008–2013 dyrektor kontrwywiadu, poseł do Zgromadzenia Państwowego, w latach 2019–2021 minister sprawiedliwości.

## Życiorys
W 1980 ukończył szkołę średnią na Saremie, a w 1985 inżynierię mechaniczną w Tallińskim Instytucie Politechnicznym. Do 1991 pracował w jednej z fabryk, jednej z młodzieżowych organizacji komunistycznych ELKNÜ i administracji rejonowej. Później związany z estońską policją, początkowo w prefekturach Sarema i Raplamaa. Od 1999 obejmował kierownicze stanowiska w centrali. Był wicedyrektorem generalnym i dyrektorem generalnym jednej ze służb policyjnych odpowiedzialnych za bezpieczeństwo. W latach 2008–2013 sprawował urząd dyrektora Kaitsepolitseiamet, estońskiej agencji kontrwywiadowczej.
Po odejściu ze służby pełnił do 2014 funkcję doradcy kanclerza sprawiedliwości (estońskiego ombudsmana). W 2014 wstąpił do partii Związek Ojczyźniany i Res Publica. W 2015 z jej ramienia uzyskał mandat posła do Riigikogu XIII kadencji. W 2017 zasiadł także w radzie miejskiej Tallinna.
W kwietniu 2019 otrzymał nominację na stanowisko ministra sprawiedliwości w drugim rządzie Jüriego Ratasa. Funkcję tę pełnił do stycznia 2021.
Odznaczony Orderem Krzyża Orła II klasy (2008)